# Pak Nam-chol (calciatore 1985)
Pak Nam-chol (박남철?, 朴南哲?; Pyongyang, 2 luglio 1985) è un ex calciatore nordcoreano, di ruolo difensore.

## Carriera

### Club
Pak ha giocato in club nordcoreani e tailandesi.

### Nazionale
Con la nazionale nordcoreana, Pak ha partecipato alla AFC Challenge Cup 2010 ed alla AFC Challenge Cup 2012, vincendole entrambe.

## Palmarès

### Nazionale
- AFC Challenge Cup: 2

Sri Lanka 2012
Nepal 2012